# Kevin McNaughton
Pour les articles homonymes, voir McNaughton.
Kevin McNaughton, né à Dundee le 28 août 1982 , est un footballeur écossais évoluant au poste de défenseur. Joueur polyvalent, il peut aussi évoluer au poste de milieu défensif à l'Inverness Caledonian Thistle.
Après avoir débuté à Aberdeen, dans le championnat d'Écosse, il joue depuis 2006 dans le championnat d'Angleterre de deuxième division.
Il a aussi joué 4 matchs avec la sélection écossaise.

## Carrière en club

### Cardiff City

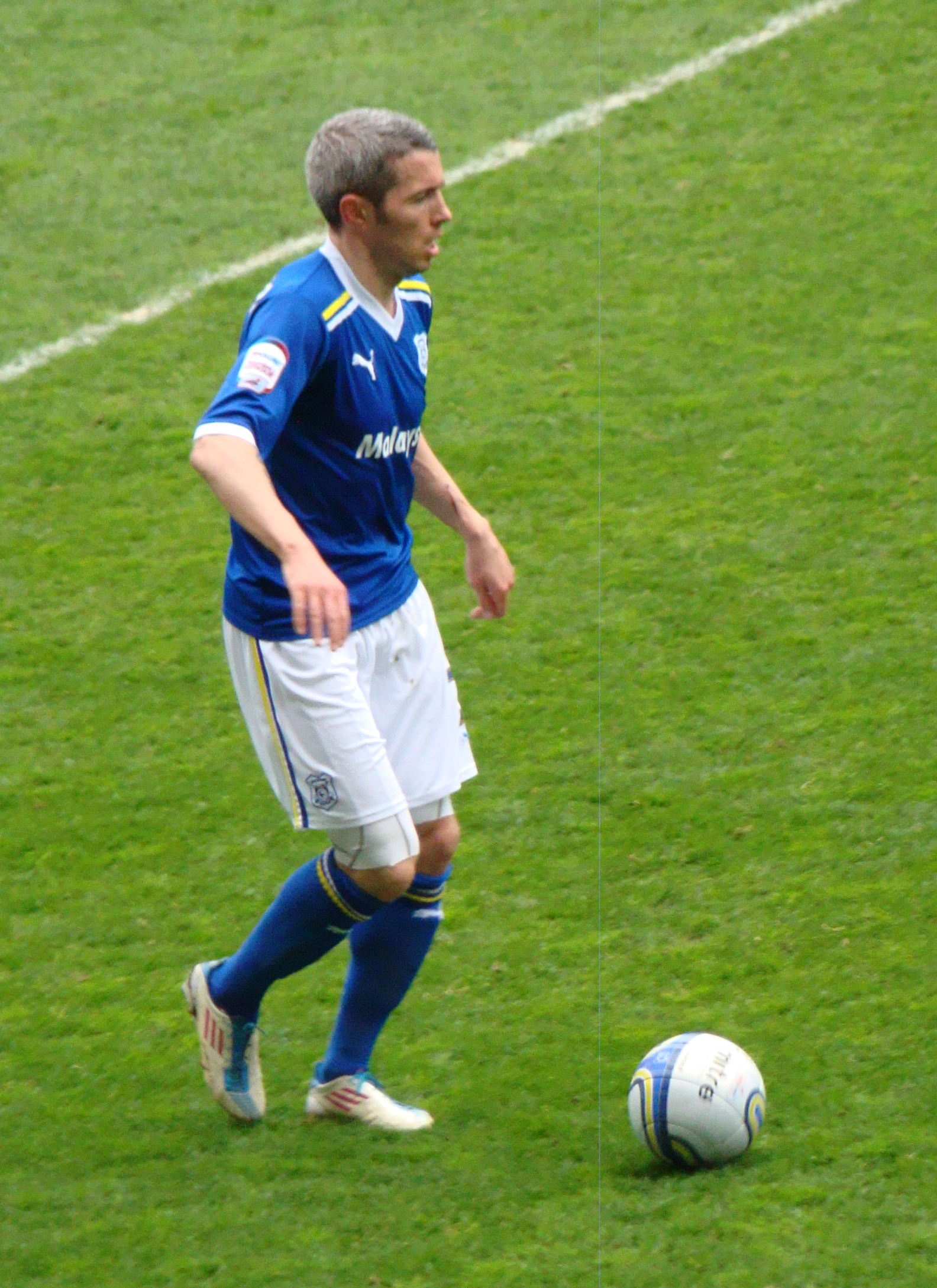
McNaughton sous le maillot de Cardiff City en mars 2012.

McNaughton signe à Cardiff City à la fin de la saison 2005-2006 après avoir rejeté une offre de prolongation d'Aberdeen, qui menace Cardiff d'une demande de compensation financière. Son arrivée participe à un important renforcement de l'équipe par le propriétaire du club Sam Hammam qui obtient, outre McNaughton, les signatures de Michael Chopra et Stephen McPhail. Il joue son premier match lors d'une rencontre amicale opposant Cardiff à l'équipe canadienne des Whitecaps de Vancouver le 24 juillet 2006.
Le 26 février 2012, il prend part à la finale de coupe de la Ligue anglaise de football, qui oppose Cardiff City à Liverpool au stade de Wembley devant près de 90 000 spectateurs, match que remporte Liverpool aux tirs au but.
Le 27 septembre 2013 il rejoint Bolton Wanderers en prêt d'un mois.

### Wigan
Le 2 août 2015 il rejoint Wigan Athletic.

### Retour en Écosse
LE 12 juillet 2016, il rejoint l'Inverness Caledonian Thistle.

## Carrière internationale
Kevin McNaughton joue 4 rencontres internationales de 2002 à 2008. Ces 4 matchs représentent autant de défaites pour la sélection écossaise.

## Palmarès
Cardiff City
- Coupe d'Angleterre : finaliste (1)
  - 2007-2008
- Coupe de la Ligue : finaliste (1)
  - 2011-2012
- Play-offs de Championship : finaliste (1)
  - 2009-2010

## Statistiques détaillées
| Saison                | Club                         | Championnat           | Championnat | Championnat | Coupe(s) nationale(s) | Coupe(s) nationale(s) | Compétition(s) continentale(s) | Compétition(s) continentale(s) | Compétition(s) continentale(s) | Écosse | Écosse | Total | Total |
| Saison                | Club                         | Division              | M.          | B.          | M.                    | B.                    | Comp.                          | M.                             | B.                             | M.     | B.     | M.    | B.    |
| 2000 - 2001           | Aberdeen                     | Premier League        | 33          | 0           | 3                     | 0                     | C3                             | 2                              | 0                              | -      | -      | 38    | 0     |
| 2001 - 2002           | Aberdeen                     | Premier League        | 34          | 0           | 5                     | 0                     | -                              | -                              | -                              | 1      | 0      | 40    | 0     |
| 2002 - 2003           | Aberdeen                     | Premier League        | 22          | 1           | 1                     | 0                     | C3                             | 3                              | 0                              | 1      | 0      | 27    | 1     |
| 2003 - 2004           | Aberdeen                     | Premier League        | 17          | 0           | 3                     | 0                     | -                              | -                              | -                              | -      | -      | 20    | 0     |
| 2004 - 2005           | Aberdeen                     | Premier League        | 35          | 2           | 5                     | 0                     | -                              | -                              | -                              | 1      | 0      | 41    | 2     |
| 2005 - 2006           | Aberdeen                     | Premier League        | 34          | 0           | 4                     | 0                     | -                              | -                              | -                              | -      | -      | 38    | 0     |
| Sous-total            | Sous-total                   | Sous-total            | 175         | 3           | 21                    | 0                     | -                              | 5                              | 0                              | 3      | 0      | 204   | 3     |
| 2006 - 2007           | Cardiff City                 | Championship          | 42          | 0           | 2                     | 0                     | -                              | -                              | -                              | -      | -      | 44    | 0     |
| 2007 - 2008           | Cardiff City                 | Championship          | 35          | 1           | 8                     | 1                     | -                              | -                              | -                              | 1      | 0      | 44    | 2     |
| 2008 - 2009           | Cardiff City                 | Championship          | 39          | 0           | 5                     | 0                     | -                              | -                              | -                              | -      | -      | 44    | 0     |
| 2009 - 2010           | Cardiff City                 | Championship          | 24          | 0           | 2                     | 0                     | -                              | -                              | -                              | -      | -      | 26    | 0     |
| 2010 - 2011           | Cardiff City                 | Championship          | 46          | 0           | 1                     | 0                     | -                              | -                              | -                              | -      | -      | 47    | 0     |
| 2011 - 2012           | Cardiff City                 | Championship          | 42          | 0           | 5                     | 0                     | -                              | -                              | -                              | -      | -      | 47    | 0     |
| 2012 - 2013           | Cardiff City                 | Championship          | 27          | 0           | 1                     | 0                     | -                              | -                              | -                              | -      | -      | 28    | 0     |
| 2013 - 2014           | Cardiff City                 | Premier League        | 5           | 0           | 4                     | 0                     | -                              | -                              | -                              | -      | -      | 9     | 0     |
| Sous-total            | Sous-total                   | Sous-total            | 260         | 1           | 28                    | 1                     | -                              | 0                              | 0                              | 1      | 0      | 289   | 2     |
| 2013 - 2014           | Bolton Wanderers             | Championship          | 13          | 1           | 0                     | 0                     | -                              | -                              | -                              | -      | -      | 13    | 1     |
| 2014 - 2015           | Bolton Wanderers             | Championship          | 9           | 0           | 0                     | 0                     | -                              | -                              | -                              | -      | -      | 9     | 0     |
| Sous-total            | Sous-total                   | Sous-total            | 22          | 1           | 0                     | 0                     | -                              | 0                              | 0                              | 0      | 0      | 22    | 1     |
| 2015 - 2016           | Wigan Athletic               | League One            | 2           | 0           | 1                     | 0                     | -                              | -                              | -                              | -      | -      | 3     | 0     |
| 2016 - 2017           | Inverness Caledonian Thistle | Premier League        | 5           | 0           | 5                     | 0                     | -                              | -                              | -                              | -      | -      | 10    | 0     |
| Total sur la carrière | Total sur la carrière        | Total sur la carrière | 464         | 5           | 55                    | 1                     | -                              | 5                              | 0                              | 4      | 0      | 528   | 6     |